# Alžběta Stančáková
Alžběta Stančáková (* 21. května 1992 Praha) je česká básnířka, spisovatelka, publicistka a literární vědkyně. Maturovala na Malostranském gymnáziu v Praze, následně studovala rumunistiku, ale studium nedokončila a poté vystudovala bakalářský obor bohemistika a magisterský obor komparatistika na Filozofické fakultě Univerzity Karlovy.
Byla členkou redakce časopisu Psí víno, s nímž nadále spolupracuje (rok 2022).
Za svou debutovou sbírku Co s tím (2014) získala Cenu Jiřího Ortena. Ve sbírce se střídají básnické texty, krátké prózy a útvary na pomezí poezie a prózy. Pro všechny texty je společné směřování k výrazné pointě a také opakování i užívání refrénu.
V akademickém roce 2021/2022 vyučovala na Filozofické fakultě Masarykovy univerzity v Brně předměty Literatura a sociální sítě a Between Utopia and Dystopia: Digitality, Networks and Literature.
V září 2022 vystoupila na Sjezdu spisovatelů s příspěvkem Bejt žencká a psát, který poukazoval na sexistické jevy v českém literárním prostředí. Příspěvek byl následně zveřejněn na stránkách h7o a vyvolal bouřlivé diskuze v literárních a kulturních médiích. Reagovali na něj mj. Libor Staněk, který na stránkách h7o problém sexismu na literární scéně zpochybňoval a zlehčoval, a Jiří Špičák, který v revue Prostor interpretoval Staňkův komentář jako projev toxické maskulinity obalené „do zdánlivě laskavého a shovívavého paternalismu privilegovaného bohemisty“.
Spolupracuje s Českou televizí – konkrétně kulturní redakcí Zpravodajství.

## Dílo
- Co s tím, básnická sbírka, 2014
- Čačak, básnická sbírka, 2022
- těžba snů, divadelní hra, 2022